# Лешем, Моше
Моше Лешем (родился в 1944, Польша) — руководитель общественной организации «Гамла вторично не падёт», возглавлял отдел стратегии и военной доктрины Генерального штаба Армии обороны Израиля, полковник.

## Биография
Родился в 1944 году в Польше. В 1950 году его семья репатриировалась в Израиль.
В 1962 году начал службу в рядах ЦАХАЛа. В Шестидневную войну командовал ротой, а затем участвовал во многих операциях в тылу врага. Среди них — взрыв египетского энергоузла в Наг-Хаммади на берегу Нила, блокирование иорданских транспортных коммуникаций, уничтожение арабских самолетов в аэропорту Бейрута. В Войну Судного дня М. Лешем командовал инженерным батальоном, перебросившим через Суэцкий канал мосты, по которым танковая дивизия Ариэля Шарона переправилась на западный берег, что привело к разгрому врага и решило исход войны в пользу страны. По окончании боев командовал инженерными войсками на Синайском полуострове, был начальником штаба дивизии, командовал инженерными войсками Центрального военного округа, выполнял задания ЦАХАЛа за рубежом.
В Генеральном штабе был назначен начальником отдела боевой подготовки, затем — начальником отдела стратегии и военной доктрины.
После выхода в отставку в 1995 создал и возглавил общественную организацию «Гамла вторично не падёт», целью которой является сохранение израильских поселений в Иудее, Самарии, Газе и на Голанских высотах.